# Subtelna gra
Subtelna gra – szósty solowy album polskiej wokalistki Krystyny Prońko.
Nagrania realizowano w Warszawie w studiach Polskiego Radia i przedsiębiorstwa Wifon (A1–A3, B1, B2). Winylowy LP wydany został przez Wifon w 1987 i otrzymał kolejny numer katalogowy LP 100. W 1990 Polskie Nagrania „Muza” wydały ten materiał na kasecie magnetofonowej CK 935.
W 2001 Pomaton wydał CD zatytułowany Subtelna gra – Złota kolekcja, zawierający m.in. nagrania z tego albumu.

## Muzycy
- Krystyna Prońko – śpiew
- Zespół Instrumentalny pod kierownictwem Wojciecha Trzcińskiego (A1–A3, B1, B2)
- Zespół Instrumentalny pod kierownictwem Ryszarda Szeremety (A4, B3–B5)
- Wojciech Jagielski – instrumenty klawiszowe (A5: „Byłeś, jesteś, będziesz mój”)

## Lista utworów
Strona A
| 1. | "W jakim obcym domu" (muz. Wojciech Trzciński, sł. Ewa Żylińska)   | 3:35  |
|    |                                                                    |       |
| 2. | "Ta melancholia" (muz. Wojciech Trzciński, sł. Andrzej Kuryło)     | 3:45  |
|    |                                                                    |       |
| 3. | "Tłukę odbicie w szkle" (muz. Krystyna Prońko, sł. Ewa Żylińska)   | 3:20  |
|    |                                                                    |       |
| 4. | "Dom w Alei Róż" (muz. Ryszard Szeremeta, sł. Andrzej Mogielnicki) | 4:30  |
|    |                                                                    |       |
| 5. | "Byłeś, jesteś, będziesz mój" (muz. i sł. Wojciech Jagielski)      | 4:00  |
|    |                                                                    |       |
|    |                                                                    | 19:10 |
|    |                                                                    |       |
Strona B
| 1. | "Subtelna gra" (muz. Krystyna Prońko, sł. Bogdan Olewicz)           | 4:50  |
|    |                                                                     |       |
| 2. | "Żal mądrych słów" (muz. Wojciech Trzciński, sł. Bogdan Olewicz)    | 5:10  |
|    |                                                                     |       |
| 3. | "Czekam na cud" (muz. Ryszard Szeremeta, sł. Ewa Żylińska)          | 3:35  |
|    |                                                                     |       |
| 4. | "Wyszłam z ramki" (muz. Ryszard Szeremeta, sł. Ewa Żylińska)        | 3:25  |
|    |                                                                     |       |
| 5. | "Byle do brzegu" (muz. Krystyna Prońko, sł. Małgorzata Maliszewska) | 2:35  |
|    |                                                                     |       |
|    |                                                                     | 19:35 |
|    |                                                                     |       |

## Informacje uzupełniające
- Realizacja nagrań – Jerzy Nozdryń-Płotnicki, Jacek Regulski (A1–A3, B1–B3, B5)
- Realizacja nagrań – Wojciech Przybylski, Jacek Regulski (A4, B4)
- Realizacja nagrań – Rafał Paczkowski (A5)
- Prace graficzne na okładce – Hanna Bakuła
- Projekt graficzny okładki – D. Goebel